# Iitti
Iitti (Itis in svedese) è un comune finlandese di 6504 abitanti, situato nella regione del Päijät-Häme. Fino al 2020 ha fatto parte della regione del Kymenlaakso, per poi essere spostato nel Päijät-Häme a partire dal 1º gennaio 2021.

## Sport

### Motori
A Iitti è situato il Kymi Ring, inaugurato nel 2019.